# Miroslav Beránek
Miroslav Beránek (Benešov, 24 aprile 1957) è un allenatore di calcio ed ex calciatore cecoslovacco e dal 1993 ceco, di ruolo difensore.

## Palmarès

### Allenatore

#### Club

##### Nazionale
- Druhá Liga: 1

FK Chmel Blšany: 1997-1998
- Coppa della Repubblica Ceca: 1

Slavia Praga: 2002
- Campionato ungherese: 1

Debrecen: 2006-2007
- Supercoppa d'Ungheria: 1

Debrecen: 2007

##### Internazionale
- Coppa Piano Karl Rappan: 1

Slavia Praga: 1993

#### Nazionale
- Europeo Under-21: 1

Repubblica Ceca: Svizzera 2002